# Zreče

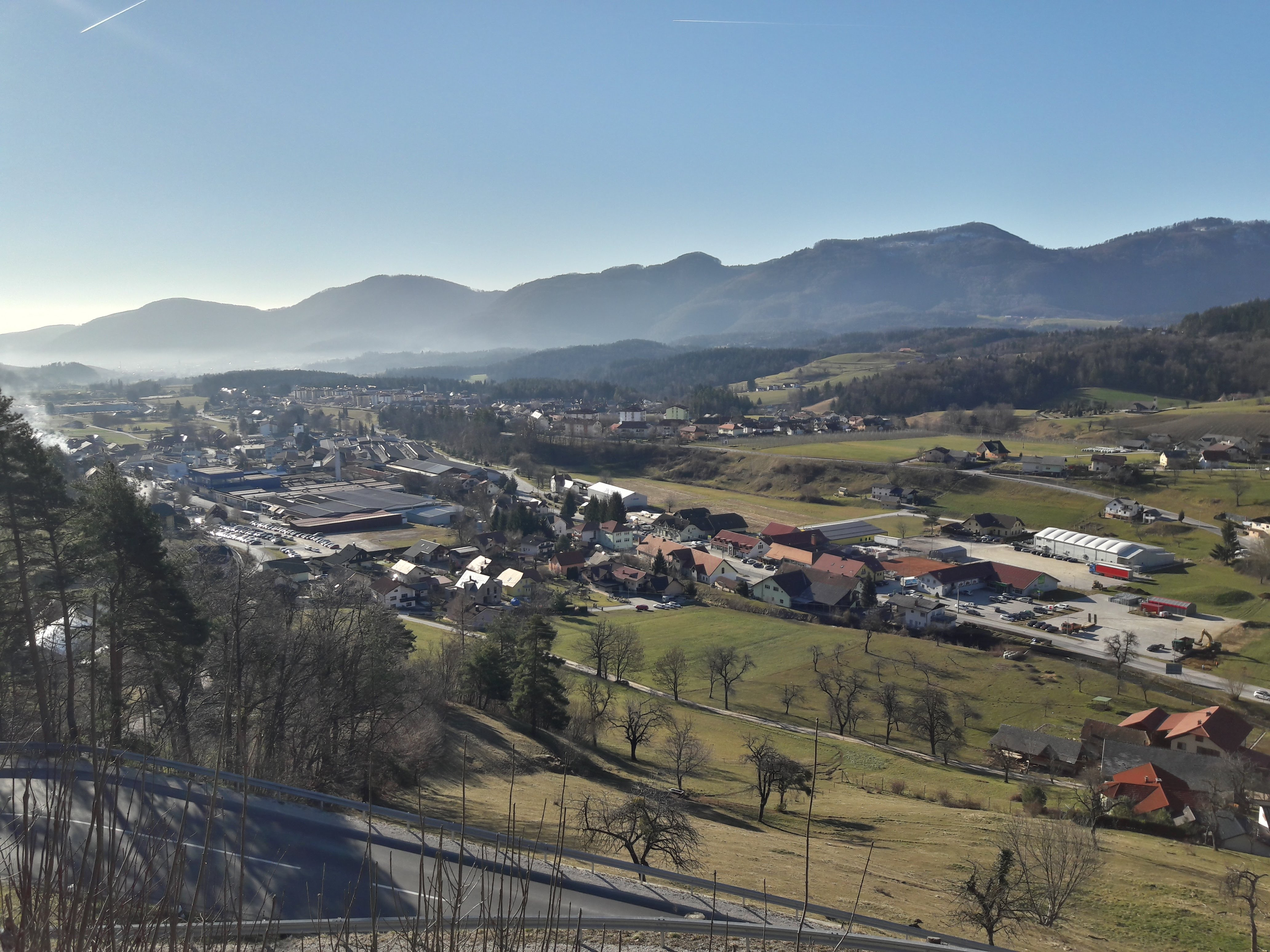
Blick über die Kleinstadt Zreče.

Die Stadt Zreče (deutsch: Rötschach bei Gonobitz) ist Hauptort und Verwaltungszentrum der 27 Ortschaften umfassenden Gemeinde Zreče in der historischen Landschaft Spodnja Štajerska (Untersteiermark), Region Savinjska in Slowenien.
Der Ort ist bekannt wegen seiner Thermen, deren Kuranlagen zu den größten in Slowenien zählen.

## Lage
Zreče liegt am Südhang des Pohorje (Bacherngebirge) im oberen Dravinja-Tal (Drann).

## Sehenswürdigkeiten
- Terme in der Stadt Zreče
- Ski- und Wandergebiet Rogla